# Gymnase de Kirchenfeld
Le gymnase de Kirchenfeld est un gymnase situé à Berne en Suisse.

## Anciens élèves connus
- Albert Anker, peintre
- Marc Baumgartner, joueur de handball
- Heinz Balmer, historien des sciences
- Peter Bieri (écrivain), philosophe et écrivain
- Therese Fuhrer, philologue
- Otto von Greyerz, écrivain et professeur de littérature
- Heinrich Joseph Hermann Lemp, inventeur
- Mani Matter, troubadour et poète
- Julia Saner, modèle
- Steff la Cheffe, rappeuse
- Harald Szeemann, commissaire d'exposition
- Aline Trede, femme politique
- Grégoire Vuilleumier / Greis, rappeur
- Richard von Weizsäcker, ancien président de la république fédérale d'Allemagne
- Christian Wasserfallen, homme politique

## Dans la culture populaire
- Le roman Night Train to Lisbon de Peter Bieri (écrivain), ancien élève, se passe en partie dans ce gymnase.